# Benno Meyer
Benno Werner Liborius Meyer (* 5. Januar 1843 in Damme; † 8. Juli 1904 in Bad Ems) war ein deutscher Politiker der Zentrumspartei.

## Leben
Benno Meyer war der Sohn des Arztes Martin Josef Meyer (1804–1879) und dessen Ehefrau Wilhelmine geb. Nieberg (1818–1871). Nach dem Besuch des Gymnasiums in Vechta studierte er Landwirtschaft an der Lehranstalt in Botzlar und an der Landwirtschaftlichen Akademie in Poppelsdorf, wo er 1863 das landwirtschaftliche Staatsexamen ablegte. Von 1864 bis 1872 war er Gutsinspektor in der Oberlausitz und übernahm dann den Hof seines unverheirateten Onkels Johann Franz Heinrich Meyer (1801–1872) in Holte bei Damme.
Er spielte eine führende Rolle in den landwirtschaftlichen Organisationen und im politischen Leben des Oldenburger Münsterlandes. U. a. war er Mitglied des Vorstandes des Westfälischen Bauernvereins, des Zentralvorstandes der Oldenburger Landwirtschaftsgesellschaft und stellvertretendes Mitglied des Deutschen Landwirtschaftsrates. Er betätigte sich auch in der Kommunalpolitik und war Mitglied des Amtsrates sowie des Amtsvorstandes der Amtsverbände Damme und Vechta. Von 1881 bis zu seinem Tod gehörte er als Zentrumsabgeordneter dem Oldenburgischen Landtag an. Er vertrat dort die agrarischen und konfessionellen Interessen der Südoldenburger Bauern.

## Familie
Ab 1874 war Meyer in erster Ehe mit Elisabeth Catharina Clara Ge(e)rs-Wenstrup (1851–1879) verheiratet. Nach ihrem frühen Tod heiratete er 1881 Maria Elisabeth Rohling (1854–1887). Der aus dieser Verbindung stammende Sohn Franz Ignatz Meyer (1882–1945) war ebenfalls Landtagsabgeordneter und führendes Mitglied der katholischen Bauernorganisationen.